# The Terminal Man
The Terminal Man é um filme americano de terror e ficção científica lançado em 1974, dirigido por Mike Hodges e baseado no romance de mesmo nome de 1972 escrito por Michael Crichton. Estrelando George Segal, o filme explora os perigos do controle mental e o poder dos computadores.

## Elenco
- George Segal como Harry Benson
- Joan Hackett como Dra.
- Richard A. Dysart como Dr.
- Jill Clayburgh como Angela Black / Doris Blankfort
- Donald Moffat como Dr.
- Matt Clark como Gerhard
- Michael C. Gwynne como Dr.
- Norman Burton como Det. Capitão Anders
- William Hansen como Dr.
- Jason Wingreen como instrutor
- James B. Sikking como Ralph Friedman
- Ian Wolfe como sacerdote

## Produção
Crichton foi originalmente contratado para adaptar o romance em 1971, mas a Warner Bros. sentiu que ele havia se afastado muito do material original e pediu a outro escritor que o adaptasse. "Não acho que eles [Warner Bros] deram uma chance", disse Crichton mais tarde.
O filme foi gravado em Los Angeles e nos Estúdios Burbank, com o Forest Lawn Cemetery e a Ennis House servindo como locações. Ao planejar o filme, Hodges queria filmar em preto e branco, mas o estúdio não permitiu. O filme foi influenciado pela obra de Edward Hopper. "O pintor americano Edward Hopper era relativamente desconhecido aqui naquela época. Eu certamente nunca tinha ouvido falar dele. Algo me fez comprar um livro com suas pinturas na livraria Pickwick, no Hollywood Boulevard. Abri e lá estava meu filme. Havia a solidão da América urbana em cada página. Lembro-me de ter editado meu filme para capturar a mesma solidão que Hopper retratou."

## Recepção
"The Terminal Man", embora não tenha sido lançado no Reino Unido, encontrou sucesso no Japão. De acordo com Hodges, o filme foi mal recebido nos Estados Unidos, tendo exibições muito limitadas. Ele comentou: "Tivemos uma prévia terrível. Eles o projetaram sem som durante os primeiros 10 minutos, o que foi insuportável. O público americano achou o filme muito intransigente, muito difícil de ser filmado. As críticas foram terríveis. Acho que as pessoas tiveram problemas em aceitar George Segal no papel principal. Naquela época, ele era conhecido como um comediante leve, mas eu o queria para o filme. Gostei do fato de ser um elenco incomum. Ele é muito bom nisso e, agora que sua carreira não está tão ligada à comédia, você pode vê-lo puramente como um ator - e um bom ator."
Nora Sayre deu uma crítica negativa ao filme no The New York Times, descrevendo-o como enfadonho e lento: "A resiliência, o humor e a versatilidade de George Segal redimiram alguns roteiros ruins. Mas esse papel lhe dá poucas chances de atuar, além de fazê-lo parecer um zumbi e revirar os olhos..."
Stanley Kubrick era um grande admirador de Hodges, afirmando: "Qualquer ator que assistir a Get Carter vai querer trabalhar com ele". Quando Mike Kaplan, executivo de marketing internacional da Warner Bros, tentou reverter a decisão da Warner Bros de não lançar o filme no Reino Unido, ele buscou a ajuda de Kubrick. Depois de explicar a situação e como o filme necessitava de uma campanha de marketing diferente, Kubrick interrompeu: "Já vi e é fantástico".
O diretor Terrence Malick escreveu a Hodges expressando seu encanto ao assistir The Terminal Man, dizendo: "Acabei de ver The Terminal Man e quero que você saiba o quanto é magnífico e avassalador. Você consegue capturar estados de espírito que eu nunca vi em filmes antes, embora seja apenas na esperança de encontrá-los que continuo. Suas imagens me fazem entender o que é uma imagem, não apenas uma imagem bonita, mas algo que deve perfurar alguém como uma flecha e falar em uma linguagem completa."

## Versões alternativas
No lançamento do Festival de Cinema de Edimburgo de 2003, foi apresentada uma "versão do diretor" do filme. Nesta versão, Mike Hodges editou o filme, removendo a cena expositiva de abertura que mostrava o médico olhando fotos de Harry Benson. As notas do estúdio de produção sugeriram que esta cena era necessária para dar ao público "alguém por quem torcer".